# Mặt nạ của Tutankhamun
Mặt nạ của Tutankhamun là một mặt nạ xác ướp gò bằng vàng của Pharaon Tutankhamun, thuộc Vương triều thứ 18 của Ai Cập cổ đại. Pharaon Tutankhamun (1332-1323 TCN). Nó đã được phát hiện bởi nhà khảo cổ học Howard Carter vào năm 1925 trong ngôi mộ KV62 và hiện nay nó nằm ở Bảo tàng Ai Cập, thủ đô Cairo. Chiếc mặt nạ này là một trong những tác phẩm nổi tiếng nhất của nghệ thuật cổ đại thế giới.

## Mô tả
Mặt nạ dài 54 cm, rộng 39.3 cm và sâu 49 cm. Mặt nạ được đúc hoàn toàn bằng vàng, nặng 10.23 kg, độ dày của mặt nạ trải đều từ 1.5 đến 3 mm. Phần mặt và cổ được làm từ một hợp kim vàng khác so với các bộ phận trên mặt nạ.
Mặt nạ được khảm từ thủy tinh màu và nhiều loại đá quý như ngọc lapis, thạch anh, đá obsidian, ngọc lam...

#### Điểm kỳ lạ
Vào tháng 8 năm 2015, nhà khảo cổ học Nicholas Reeves đã phát hiện một khung cartouche có khắc tên "Ankheperure mery-Neferkheperure" nhưng đã bị cạo sửa và thay bằng tên nhà vua, nằm bên trong mặt nạ. Do đó, chiếc mặt nạ này ban đầu có thể được dự tính làm cho Neferneferuaten, một nữ pharaon bí ẩn cuối thời kỳ Amarna.
Ngoài ra, mặt nạ còn được xỏ lỗ tai, một đặc điểm chỉ dành cho các hậu phi và công chúa.

### Bộ râu
Bộ râu cũng được làm bằng vàng, nặng 2.5 kg, khảm đá lapis xanh.
Vào tháng 8/2014, bộ râu bị gãy khi mặt nạ được lấy ra khỏi phòng trưng bày để lau chùi. Các nhân viên Bảo tàng Ai Cập đã sửa chữa sai lầm một cách vụng về là dán nó lại bằng keo dính. Câu chuyện bị bại lộ, vào đầu năm 2015, nhà khoa học người Đức Christian Eckmann đã phục hồi bộ râu bằng cách sử dụng sáp ong để nối chúng lại, một nguyên liệu thiên nhiên mà người Ai Cập cổ đại đã sử dụng.

### Vòng cổ
Đây là một chuỗi vòng cổ kết từ những vòng tròn nhỏ làm bằng vàng và sứ xanh, với móc gài là hình con rắn uraeus. Chuỗi vòng này thường được tháo ra khi mặt nạ được tửng bày trong bảo tàng.

### Văn tự
Một bản khắc những câu thần chú bảo vệ xác ướp nằm phía sau mặt nạ được chia thành 10 cột dọc, viết bằng chữ tượng hình, được trích từ "Sách của người chết".

## Hình ảnh

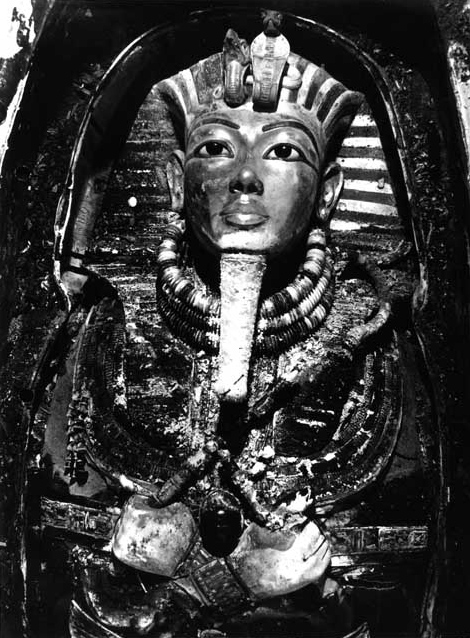
Mặt nạ cùng quan tài chứa xác ướp của Tutankhamun trong hầm mộ KV62, khi được tìm thấy vào năm 1925.
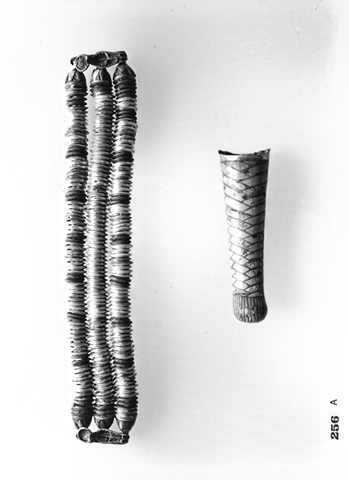
Chuỗi vòng cổ và bộ râu
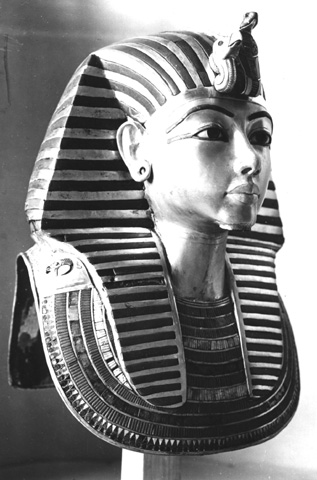
Mặt nạ khi đã bỏ đi bộ râu.
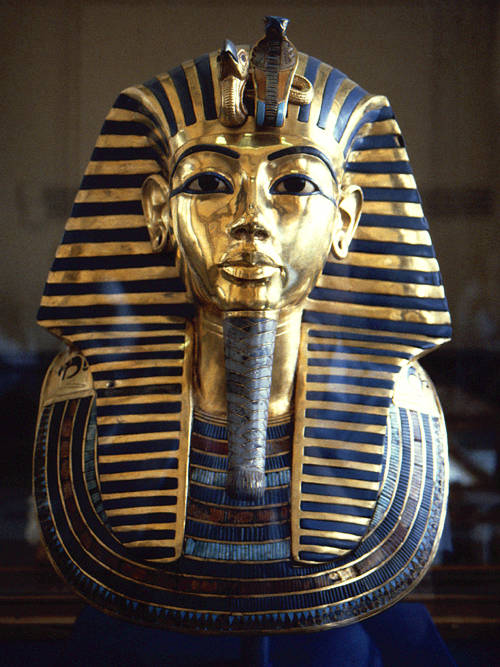
Mặt nạ hiện nay được trưng bày. Nó đã được đánh bóng lại.